# Cassis flammea
El casco flameante (Cassis flammea) es una especie de caracol marino de la familia Cassidae, que se encuentra en el mar Caribe, la Florida y las Antillas.

## Descripción
La concha es grande y pesada y puede alcanzar hasta 154 mm de longitud; tiene tonos de color castaño rojizo con rayas onduladas y franjas oscuras en el borde exterior.
De espiral baja, presenta siete giros; los giros nuevos tienen un diente agudo en la abertura, el cual muda a un amplio diente cuadrado, proporcional al engrosamiento del giro; escudo parietal redondeado de color crema con una mancha color castaño en el medio; dientes del labio externo de color crema y sin manchas oscuras entre ellos; parte dorsal y costados con manchas axiales marrón en zig-zag sobre fondo amarillento. Aproximadamente con seis manchas color castaño sobre el labio externo.
El labio alrededor de la abertura presenta forma de triángulo. No presenta ornamentación reticular. La carcasa puede estar cubierta por algas u otros organismos marinos sésiles.

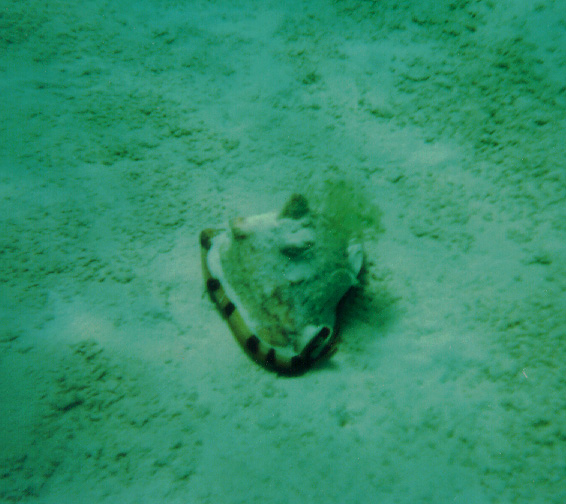
Cassis flammea alimentándose entre la arena de microorganismos, en Bamboo Point, San Salvador (Bahamas)

## Hábitat
Vive en fondos m de hasta 20 m de profundidad y en praderas y pastos marinos entre 1 y 5 m de profundidad. La profundidad mínima a la cual se ha encontrado es de 1 m. Su abundancia ha disminuido debido a la captura excesiva en algunas áreas.

## Alimentación
Es carnívoro y se alimenta principalmente de erizos de mar, los cuales caza en la noche.

## Pesca
Es capturada a mano, especialmente mediante buceo autónomo y se consume localmente para la alimentación humana. La concha se vende como objeto ornamental. Es común en las capturas de barcos pesqueros.